# 소르베라과
소르베라과(Hexacrobylidae)는 소르베라강에 속하는 피낭동물과의 하나이다. 소르베라강 및 소르베라목의 유일한 과이다. 해초강에 속하는 다른 피낭동물과 달리, 이 그룹에 속하는 종들은 여과섭식자가 아니며, 대신 선형동물과 작은 갑각류를 잡아서 먹는다. 이들은 군거 생활을 하지 않는 독거성 동물로 심해에서만 발견된다. 최근에 해초강의 가죽빛멍게과로 통합하여 분류한다.

## 하위 분류
소르베라목 (Aspiraculata)
- 소르베라과 (Hexacrobylidae)
  - 가스테라스키디아속 (Gasterascidia) - 최근 가죽빛멍게과의 올리고트리마속에 통합되어 분류됨.
    - Gasterascidia lyra
    - Gasterascidia sandersi

  - 헥사닥틸루스속 (Hexadactylus) - 최근 가죽빛멍게과의 올리고트리마속에 통합되어 분류됨.
    - Hexadactylus arcticus
    - Hexadactylus eunuchus
    - Hexadactylus ledanoisi

  - 올리고트리마속 (Oligotrema) - 최근 가죽빛멍게과로 분류됨.
    - Oligotrema lyra
    - Oligotrema psammites

  - 소르베라속 (Sorbera) - 최근 가죽빛멍게과의 올리고트리마속에 통합되어 분류됨.
    - Sorbera unigonas
    - Sorbera digonas